# کوستلنی هلاونو
کوستلنی هلاونو (به چکی: Kostelní Hlavno) یک منطقهٔ مسکونی در جمهوری چک است که در ناحیه پراگ-شرق واقع شده‌است. کوستلنی هلاونو ۶٫۸۳ کیلومتر مربع مساحت و ۵۰۴ نفر جمعیت دارد و ۱۹۴ متر بالاتر از سطح دریا واقع شده‌است.